# خورشیدپرتو درخشان
خورشیدپرتو درخشان (نام علمی: Aglaeactis cupripennis) یک گونه از مگس‌مرغ‌ها در خانواده مگس‌مرغان است و در کلمبیا، اکوادور و پرو یافت می‌شود. زیستگاه‌های طبیعی آن جنگل‌های کوهستانی مرطوب نیمه‌گرمسیری یا گرمسیری و بوته‌زارهای نیمه‌گرمسیری یا گرمسیری با ارتفاع زیاد است.

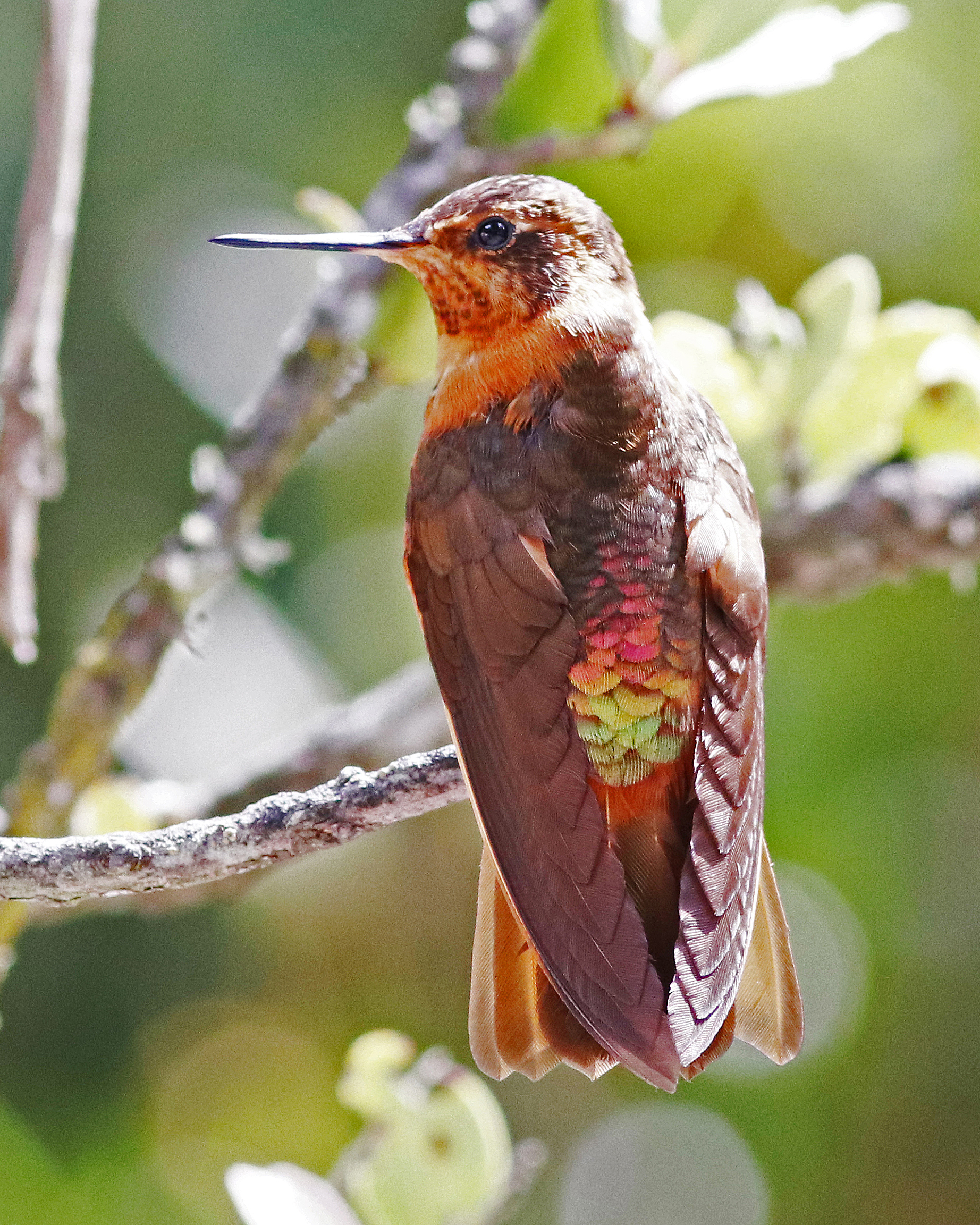
نشان دادن زرق و برق ارغوانی، سبز و مسی در قسمت پایین کمر و دمگاه